# Паулиста (Бразил)
Паулиста (порт. Paulista) је град у Бразилу у савезној држави Пернамбуко, у близини градова Олинда и Ресифе. Према процени из 2007. у граду је живело 307.284 становника. Познато је по својим плажама од којих је најпознатија Марина Фариња (Marinha Farinha).

## Историја
Назив за ово подручје (Паулиста) потиче из 1689. године када је Маноел де Наваресе Мораеш купио земљу за своје људе. Како су сви они долазили из Сао Паула, мјесто се назвало Мјесто Паулиста (O Paulista), што значи мјесто људи из Сао Паула. Кроз историју, главна индустрија је била као и у читавом региону узгој и прерада шећерне трске. Паулиста је била дио града Олинде, све до 1935. године кад постају општина.

## Становништво
Према процени из 2007. у граду је живело 307.284 становника.
| 1991.   | 2000.   | 2010.   |
| ------- | ------- | ------- |
| 211,491 | 262,237 | 300.466 |

## Познати становници
- Ривалдо